# Екгард Шнайдер
Екгард Шнайдер (нім. Eckhard Schneider; 12 травня 1920, Данциг, Веймарська республіка — 4 жовтня 1943, Суми, УРСР) — німецький офіцер, оберлейтенант вермахту. Кавалер Лицарського хреста Залізного хреста.
Загинув у бою.

## Біографія
- Залізний хрест 2-го і 1-го класу
- Штурмовий піхотний знак в сріблі
- Срібна і бронзова медаль «За хоробрість» (Угорщина)
- Медаль «За зимову кампанію на Сході 1941/42»
- Нагрудний знак «За поранення» в золоті
- Нарукавний знак «За знищений танк»
- Лицарський хрест Залізного хреста (24 липня 1943) — як оберлейтенант і командир 6-ї роти 202-го фузілерного полку 75-ї піхотної дивізії. Вручений командиром полку оберстом Вальтером Крюгером.